# ツインエンジェルシリーズ
ツインエンジェルシリーズは、2006年に発売されたパチスロ『快盗天使ツインエンジェル』から始まる一連の作品群である。

## 沿革
- 2006年10月 - パチスロ「快盗天使ツインエンジェル」（以下「初代」）発売
- 2007年8月 - 漫画『快盗天使ツインエンジェル』連載開始
- 2008年9月 - OVA『快盗天使ツインエンジェル』発売
- 2009年1月 - PC用ゲーム『快盗天使ツインエンジェル〜幻の少女〜』公開
- 2009年2月 - パチスロ「快盗天使ツインエンジェル2」（以下「2」）発売
- 2011年4月 - 漫画『快盗天使ツインエンジェル〜キュンキュン☆ときめきパラダイス!!上乗せっ♪〜』連載開始
- 2011年7月 - テレビアニメ『快盗天使ツインエンジェル～キュンキュン☆ときめきパラダイス!!～』放送開始
- 2011年8月 - PSP用ゲーム『快盗天使ツインエンジェル～時とセカイの迷宮～』発売
- 2011年10月 - パチスロ「パチスロ快盗天使ツインエンジェル3」（以下「3」）発売
- 2014年12月 - 新規プロジェクト（内容不明）開始の発表
- 2015年1月 - OVA『快盗天使ツインエンジェル～キュンキュン☆ときめきパラダイス!!～』発売
- 2015年12月 - 漫画『快盗天使ツインエンジェルさん！』連載開始
- 2016年 - シリーズ10周年を記念し、様々なプロモーションを展開
- 2016年12月19日 - iOS/Androidアプリ『快盗天使ツインエンジェル～そして神話の乙女たち～』が第一話無料で配信開始
- 2017年4月 - テレビアニメ『ツインエンジェルBREAK』放送開始
- 2017年6月 - パチスロ「パチスロツインエンジェルBREAK」（以下「4」）発売
- 2017年6月 - Web小説『ツインエンジェルBREAK～光と闇の水平線～』連載開始
- 2018年10月 - パチスロ「A-SLOTツインエンジェルBREAK」（以下「4A」）発売
- 2021年10月 - パチスロ「パチスロ ツインエンジェルPARTY」（以下「PARTY」）発売
- 2025年3月 - PC用ゲーム『快盗天使ツインエンジェル～時とセカイの迷宮～  Re:light』発売

## 登場人物

### 『快盗天使ツインエンジェル』の登場人物

#### 主要キャラクター
水無月 遥（みなづき はるか）
声 - 田村ゆかり
本作の主人公。聖チェリーヌ学院の1年生椿組。15歳で6月6日生まれ（ふたご座）、身長153cm、体重39kg、スリーサイズB78（Aカップ）/W55/H76、血液型O型。イメージカラーは赤とオレンジ。オレンジ色の髪の一部を、黒いリボンで結っている。
趣味はネコグッズ収集としましまパンツ収集。特にしましまパンツに関してはかなり見境が無く、相方の葵のパンツを採取しようとしたこともある。
明るく元気だが少しおっちょこちょいな女の子。スポーツが好きで学院では水泳部に所属し、他の競技においても万能ぶりを発揮している。
学校の成績はかなり悪く補習の常連だが、先述の通りスポーツ万能なので体育だけは得意としている。遅刻魔である上に部活もサボりがちだが、明るい性格で周囲からの人気は高い。
幼い頃に事故で両親を亡くした悲惨な過去があり、祖父の親友だった神無月家に引き取られている。名字のとおり神無月家の養子にはなっていない。
ツインエンジェルの1人で、学院の宝である「天使の像」を闇の組織ブラックオークションから、「2」では同じく「天使の涙」を秘密結社ブラックファンドから奪還するため、レッドエンジェルに変身する。物理攻撃を用いた近接戦闘が得意で、必殺技は高速回転しながらキックする「エンジェルトルネード」。他に空中からのかかと落とし「エンジェルインパクト」、体重を乗せたパンチ「エンジェルパンチ」なども用いる。
レッドエンジェル時は、肩の部分が羽根の形をした、赤を基調としたワンピースを着ている。後ろにはピンク色のリボンが付いており、白のニーソックスを穿いている。
『BREAK』では2年生、16歳、生徒会長に設定が変更されており、敵勢力に敗れ、葵とともに石化状態となり捕らわれている。最終回で一時復活するが、変身アイテムの故障で後日談小説ではバックアップに回っている。
神無月 葵（かんなづき あおい）
声 - 能登麻美子
本作のもう一人の主人公。聖チェリーヌ学院の1年生椿組。15歳で10月23日生まれ（てんびん座）、身長157cm、体重43kg、スリーサイズB91（Gカップ）/W58/H88、血液型A型。イメージカラーは青。
遥とは対照的に、抜群のグラマラスボディを持つ美少女。バストサイズは「ツインエンジェル2」までのプロフィールでは89cm（Fカップ）だった。
趣味は稀購本の収集、激辛チャレンジ。
おっとりとした性格で成績優秀。しかし芯は強く自分の信念を曲げることはない。また、実は人見知りが激しい一面もある。全国模試トップクラスの学力を誇るがお嬢様ゆえ、天然ボケな一面もある。授業中はメガネを着用しているが、それ以外ではしていない。青色のぱっつんショートヘアに白いカチューシャを付けており、アホ毛がある。垂れ目。ポケてんは常に胸の谷間に隠し持っている。
学院では弓道部に所属しているが、それ以外のスポーツは苦手。特にマラソン等の激しく体を動かすスポーツ等は大の苦手であるとOVAにて語っている。
上記のように外見も中身も完璧な印象とは裏腹に、遥が可愛いあまり唯人のことを話してからかったり、彼女を困惑させる発言をするなど、清楚そうに見えてイタズラ好きで掴みどころがない一面もある。アニメ第6話でも遥とクルミが考え抜いた連携技を使う前に敵を倒すなど、あえて空気を読まずおいしい所を持っていたこともある。
ツインエンジェルの1人でブルーエンジェルに変身する。必殺技は得意の弓を使った「エンジェルアロー」。一度に大量の矢を放つ「エンジェルサウザンドアロー」なども用いる。
ブルーエンジェル時は、肩の部分が羽根の形をした、青を基調とした服を着ておりフリルの付いた紺のニーソックスを穿いている。
『BREAK』では2年生、16歳に設定が変更されており、敵勢力に敗れ、遥とともに石化状態で捕らわれている。最終回で一時復活するが、変身アイテムの故障で後日談小説ではバックアップに回っている。
葉月 クルミ（はづき クルミ）
声 - 釘宮理恵
「2」で加入したツインエンジェルの新メンバー。11歳で8月3日生まれ（しし座）、身長142cm、体重33kg、スリーサイズB69/W52/H73、血液型B型。イメージカラーは白。
イタリアの聖ベルナルディ学院初等科から飛び級で姉妹校の聖チェリーヌ学院に転入し、遥たちとクラスメートになる。黒髪ロングヘアで若干ツリ目の美少女。ツンデレキャラ。
部活動は「2」ではテニス部、舞台が聖ベルナルディ学院に戻った「3」では新体操部。「2」時点では身体が硬い設定だったが、弱点を残したまま妥協するのをよしとしない性格故に努力して克服した。スポーツは身軽さを活かし何でもこなせるが、唯一プールだけは苦手。
学力は超優秀、性格は勝気で強気。常にネコ耳をつけており、制服は聖ベルナルディ学院のものをそのまま着用（ベル型ネクタイのブレザー）してランドセルを背負っている。ツインエンジェル（二人の天使）なのに三人いると毎回周囲から指摘されては言い返すのがお約束になっている。
天の遣の分家出身であるクルミにとって神無月家の次代当主である葵は強い憧れの対象であり、幼少時から「お姉様」と呼び慕っていた。その反面、クルミを押し退けて天ノ遣のパートナーとなりながらドジばかりが目立つ遥のことを良く思っていなかった。しかし、来日後実際に遥と触れ合うに連れ徐々に打ち解けてゆき、「2」エンディングの時点ではデレの面を見せるに至った。
変身して「ホワイトエンジェル」となる。必殺技はカバンの中から取り出す猫型爆弾「エンジェルボム」。天ノ遣としての力は正統な後継者であるレッドエンジェルとブルーエンジェルに比べるとやや弱い（ただしアニメ版では数十kgはあると思われるバスタブを軽々と片手で持ち上げている描写などがある）為、元の身体能力の高さと自ら開発したエンジェルボムなどの機械類でその戦闘力を補っている。
ホワイトエンジェル時は、肩の部分が羽根の形をした、白とピンクを基調としたワンピースを着ている。
頭に付けたネコ耳には聖杯の欠片の力を受信し増幅するシステムが内蔵されており、遥と葵のポケてんに対応するものとして変身の際のエネルギー源となっている。
公式PVにて「日曜朝8時半のノリで加わった」「私が加わってツインじゃ無くなった」と自ら突っ込んでいる。
『BREAK』では12歳に設定が変更されている。
テスラ・ヴァイオレット
声 - 堀江由衣
推定年齢15歳、12月24日生まれ（やぎ座）、身長158cm、体重44kg、スリーサイズB86（Eカップ）/W58/H86、血液型AB（Rh-）型。イメージカラーは紫。誕生日は仮のもので正確な日付は不明。
ナインの双子の姉。遥と葵のクラスに転校してきた海外からの留学生。遥の動向を探るため水泳部に入部し、「2」では遥との水泳対決もある。
明るい青緑色のロングヘア。左に黄色のヘアピンをしている。外面は明るい性格で、物腰が柔らかく普段から敬語を使う少女。しかし実際は目的のためには手段を選ばない性格で、当初はナイン以外には心を開かなかった。ブラックトレーダーに言われツインエンジェルと対立していたが、真相を知った「2」以降は遥たちにも信頼を寄せるようになった（ただし、「3」のPVで呼んでくれなかったことを根に持つなど、必ずしも彼女達に対して全面的に友好的になったわけではない）。
ナインに対する想いは溺愛と呼ぶに相応しいレベルであり、ナインの写真を見ただけで眼の色を変えて鼻血を出すという描写もあった。故にナインに対して言い寄ったりいやらしい視線を向ける、もしくはナインを侮辱する人間に対しては容赦無い制裁を躊躇せずに行う。ツインエンジェルとの戦いでもナインを傷付けたことに激怒したことがある。またPVのナイン曰く、ブラックトレーダーに対してもそれほど仲は良くなかったらしい。
学業は無難に何でもこなし、特に理系学科を得意とする。変身前でも帯電体質の為、身体に触ると少しビリッとする。その為に動物には懐かれないのが悩みだったが、ナポレオンだけは例外的にテスラにもよく懐いているが当の本人は嫌がっている。
趣味はスイーツ巡りで洋菓子にはうるさい。
ブラックトレーダーを「お父様」と呼び、妹のナインと共にブラックファンドの刺客「ツインファントム」としてツインエンジェルとの勝負に挑む。雷撃による攻撃を得意とし、目的を達成するため冷徹な一面を見せるときもある。必殺技は「ファントム・インパルス」、ナインとの合体技「ファントム・ボルテージ」など。
アニメでは転入当初は「取田 テスラ（とれだ テスラ）」と名乗っており、原作の冷徹さもほとんどなく妹思いの姉として描かれていた。
『BREAK』では（アニメ本編では登場しないが）遥と葵を助けるために動いており、BREAKの変身アイテムも2人がイタリアから命がけで入手した。
ナイン・ヴァイオレット
声 - 柚木涼香
推定年齢15歳、12月24日生まれ（やぎ座）、身長158cm、体重43kg、スリーサイズB85（Eカップ）/W57/H85、AB（Rh-）型。イメージカラーは緑。誕生日は仮のもので正確な日付は不明。
テスラの双子の妹。姉のテスラと共に留学してきた。ショートカットで無口でおとなしい性格で、ボーイッシュな風貌のためか一部の女生徒からの人気が高い。葵の動向を探るため弓道部に入部し、「2」では葵との弓道対決もある。テスラと逆の方に同じヘアピンをしている。
学業は暗記科目を得意とする。変身前から身体能力は非常に高くスポーツ万能。趣味はマリモ観察。動物好きであり爬虫類を特に好む。
テスラと共にブラックトレーダーの命令に従い、ツインファントムとしてツインエンジェルと対決する。剣による戦闘を得意とし、潜在的な能力は姉のテスラを上回る。必殺技は「ライジング・レイン」、テスラとの合体技「ファントム・ボルテージ」など。
アニメでは転入当初は「取田 ナイン（とれだ ナイン）」と名乗っていた。アニメでは真相を知らなかったとはいえ、自分の両親を奪い、テスラを苦しめたとされるツインエンジェルに姉想いゆえに憎悪を抱く。しかし真相を知り、和解した。
『BREAK』では（アニメ本編では登場しないが）遥と葵を助けるために動いており、BREAKの変身アイテムも2人がイタリアから命がけで入手した。
リリカ・アスタディール
声 - 金田朋子
天ノ遣の護るべき対象、アスタディール家の当主。7歳、7月7日生まれ（かに座）、身長110cm、体重19kg、3サイズ55/41/53、血液型不明。イメージカラーは黄。イタリアの聖都市、キャピタル・ノアを統治するアスタディール家の当主。その立場ゆえに数々の敵から狙われている。
普段はリリカガーデンと呼ばれる庭園で暮らしていて月に1度の礼拝時以外の外出は禁じられているが、よく勝手に抜けだしては迷子になっている。
外界から隔離されて育った為に実年齢以上に幼稚な性格。必殺技は特に無いが鳴き声が凄まじい。
クルミのことを「おねーたま」と呼びよく懐いている。常にウサギのぬいぐるみを抱えていて、これを失くすと泣き出してしまう。
パチスロでは「3」で、アニメではTVシリーズ版OVAでそれぞれ初登場する。
エリス・フィリウス / ダークフェニックス
声 - 中原麻衣
聖ベルナルディ学院E-6aria所属、生徒会長。16歳、1月8日生まれ（やぎ座）、身長163cm、体重46kg、スリーサイズ89（Fカップ）/W57/H87、血液型不明。イメージカラーは紅赤。
容姿端麗・成績優秀・スポーツ万能で人望も厚い。特定の部活動には所属していないが各部の練習にちょくちょく顔を出し、部員顔負けの実力を発揮する。
ダークロマイアの幹部、ダークフェニックスに変身しツインエンジェルと対決する。二重人格者であり、変身前にはダークフェニックスとしての記憶は無い。
聖ベルナルディ学園にやってくる以前の経歴は回りには全く知られていないが、実際はアスタディール家の分家出身。しかし本家には強い恨みを持っており、それがダークロマイアに利用されるきっかけとなった。
大鎌と炎を用いた戦闘スタイルで必殺技は「フェニックス・エクスプロージョン」。
なお、アニメ第10話にて通行人として先行登場している。
ゲーム『そして神話の乙女たち』では別世界での名前はフレア。『アンジェラ・デュオ』のアンジェラ・ノワールであり、現在はユーノと共に世界を見守る女神さま。

#### その他天ノ遣に関わる人々
如月 唯人（きさらぎ ゆいと）
声 - 檜山修之
聖チェリーヌ学院2年櫻組。遥、葵の先輩で、彼女たちの憧れの的でもある学院の生徒会長。16歳で2月14日生まれ（みずがめ座）、身長181cm、体重61kg、血液型A型。
怪盗ミスティナイトとしてツインエンジェルの二人を援護する。神無月家とは血縁関係だが、実家とは絶縁状態であり学園近くの花屋で住み込みのバイトをしながら奨学金で聖チェリーヌ学院に通っている。戦闘で敵に投げつける「一輪の花（ローズ・ニードル）」は手製の造花であり、いつも戦闘終了後に自分で回収している。アニメでは花屋だけでなく早朝の新聞配達なども行なっている描写がある苦学生。趣味は将棋。
葵や平之丞はミスティナイトの正体を承知しているが、遥はそれを知らないでいる。基本的に人前では遥や葵のことを苗字で呼び捨てにするが、誰も居ない、もしくは葵や平之丞など事情を把握している者の前でだけは下の名前で呼んでおり、天ノ遣とは古くからなんらかの深い因縁を持っていたことが示唆されている。また遥の実兄であることを示唆する作中の台詞が存在する。
通常時に変身前の姿で登場した場合はチャンスであり、また演出途中で変身後の姿で登場した場合はボーナス確定というのがパチスロの全てのシリーズで統一されている。
「1対1で戦っても互角、もしくは圧倒されるだろう。」とテスラに思わせる程の実力。一方で着ぐるみに対して妙にこだわりがあったり、変な髪形で登場するなど変わり者の部分があり、アレキサンダーから『変態マスク』と呼ばれている。ただし、そのことを遥は否定している。
『BREAK』では3年生、17歳、元生徒会長に設定が変更されている。
長月 平之丞（ながつき へいのじょう）
声 - 清川元夢
神無月家に仕える葵専用の執事。67歳で9月12日生まれ（おとめ座）、身長185cm（髪の毛込み）、体重63kg、血液型A型。
ツインエンジェルの活動をあらゆる形でサポートする。
作中に於いて力業で解決するのが難しい問題の殆どを解決してくれる万能キャラであり、ツインエンジェルが自身の活動に専念できるようにサポートしている。先代の天ノ遣の現役時代には現代に於けるミスティナイトのような役割を担い直接戦いをサポートしていた。葵が名前を呼ぶと平均0.3秒（「3」作中での葵の発言、及び公式サイトでの記述より。ただしトリビーより販売されたパチスロ版第1作のパンフレットには0.1秒と記載されていた）で登場する。
50年前のブラックトレーダーとの戦闘中の負傷の為に隻眼となっている。
通常時に、床から顔を出し、全リール停止後に地上に出てくれば少しチャンス。葵の演出で逆転パターンとして登場すればボーナス確定。
神無月 美佐枝（かんなづき みさえ）
声 - 一城みゆ希
聖チェリーヌ学院の学院長で葵の大叔母。咲枝の妹。69歳で10月28日生まれ（さそり座）、身長154cm、体重57kg、血液型AB型。ツインエンジェルの先々代にあたる天ノ遣・紅羽。
ツインエンジェルの2人に学院のシンボルである天使像をガードするように依頼する。
神無月 咲枝（かんなづき さきえ）
声 - さとうあい
葵の祖母で神無月家の現当主。美佐枝の姉。71歳で10月17日生まれ（てんびん座）、身長161cm、体重54kg、血液型B型。ツインエンジェルの先々代にあたる天ノ遣・蒼羽。
神無月財閥のトップであり頭脳明晰で冷静な判断力を持つ。宮崎のフェニックス・シーガイア・リゾートを買収し、一家の別荘としている。
天使ちゃん
声 - 佐倉紗織
ポケてんの中に暮らす天使をモチーフにしたキャラクター。ツインエンジェルの変身をサポートする他、二人が行き詰まった時に助言をする役割も担う。イメージカラーは白。
アニメでは家賃の支払いや鍋にかけた火を消したかを気にする、風邪をひくなど人間臭さを感じさせる描写があった。また変身の設定を変えることが可能でアニメ第9話では一度だけ間違えて遥をノーパンにしてしまったことがある。
ポケてん演出やリールのブランク図柄で登場。ビジュアルノベル版や「2」以降は声付きで登場している。
ナポレオン
声 - 杉田智和
テスラとナインの側にいる喋る猫。PSP版に登場するテスラとナインの実家で飼われていた猫、ネルソンの孫。名付け親はナイン。ゲーム及び、アニメの最終回でも登場。猫種のモデルはバーマン。
軽妙洒脱なキャラクターでテスラとナインのことを「お嬢さん」「お嬢ちゃん」と呼ぶ。
ナインにはかわいがられているが、そのナインに対し色々と余計なことを吹きこむ為にテスラからは白眼視されている。

#### 聖チェリーヌ学院の関係者
紺藤 さつき（こんどう さつき）
声 - 浅野真澄
遥、葵の同級生。15歳で5月15日生まれ（おうし座）、身長157cm、体重46kg、スリーサイズB83/W55/H84、血液型O型。
ショートカットで小麦色の肌、勝ち気な性格。水泳部では遥のライバルであるが遥がいないと寂しいと思っている節もある。趣味はトレンディドラマ鑑賞。
演出では、水泳タイマン勝負と、メイド喫茶演出、「2」では体育祭（短距離走）演出に登場。「紺藤」の姓はアニメ化に際して追加された設定。
戸持 娘（ともち にゃん）
声 - 浅野真澄（「2」まで） / 後藤沙緒里（テレビアニメ以降）
15歳で10月2日生まれ（てんびん座）、身長149cm、体重37kg、スリーサイズB70/W52/H78、血液型A形。
学院の生徒でネコ耳の帽子をかぶった少女。学院内を走り回ってはすぐに転んでしまう姿がよく目撃されている。
ドジっ娘演出で登場。躓いて持っているものをぶちまける。
アニメ化・漫画化に合わせて「戸持 娘」という本名が付けられた。父が日本人、母が中国人のハーフという設定。手芸部所属でありネコ耳帽子は自らの手作り。
新聞 やよい（しんもん やよい）
声 - 峰岸由香里
15歳、3月31日生まれ（おひつじ座）、身長159cm、体重44kg、スリーサイズB82/W56/H85、血液型A型。
新聞部の部員であり、『週刊チェリー新聞』略して『週チェリ』の記者として、校内のスクープをかぎ回っており、勘が鋭くツインエンジェルの正体が遥や葵ではないかと疑っており、周囲をうろちょろしている。
フラッシュ演出で、遥と葵にフラッシュを浴びせる。フラッシュの色が小役を告知している。「新聞」の姓はOVA化に際して追加された設定。
薔薇小路 ユリ子（ばらこじ ユリこ）
声 - 植田佳奈
遥、葵の同級生。アニメ第9話で登場。桃色の長い髪の少女。身長148cm、体重40kg。葵と同程度かそれ以上の巨乳。初出はコミック版第2作だがアニメにもモブとして度々登場した。
さつきに対して憧れを抱いている。
西条節子（さいじょう せつこ） / ブラックキャリア
声 - 浅川悠
遥・葵のクラス担任でグラマラスな美人。30歳の独身。1月2日生まれ（やぎ座）、身長169cm、体重54kg、スリーサイズB88/W56/H90、血液型B型。
担当教科は基本的に英文法だがどの教科でも担当可能であり、「3」では実際に美術の授業を受け持っている。
いつも金欠で昼食はカップラーメンを食べることが多い。金欠の理由はアニメ版では百科事典などを購入したローンが原因とされている。このため、漫画版、「2」、アニメ版ではアルバイト（派遣会社の契約社員）として秘密結社ブラックファンドの指揮官（副ボス）「ブラックキャリア」として暗躍する。重火器による「強力更生砲」、「赤点マシンガン」と教師としての経験を活かした「チョーク・ボンバー」が必殺技。単体での戦闘能力も高く、レッドエンジェルを手玉に取るほどである。
事情をよく知らず結果的に悪の組織の幹部として働いていたが、元来はとても正義感が強い性格であり、ツインエンジェルのことも悪者であると誤解したまま戦っていた。
「2」ではテニス部コーチとしても登場し、部員のクルミに1000本サーブを浴びせる。1000本目を打ち返せばボーナス確定。

#### 敵キャラクター
ブラックトレーダー / ダークトレーダー
声 - 小山力也
秘密結社『ブラックファンド』の首領。年齢不詳、11月23日生まれ（いて座）、身長188cm、体重65kg、血液型A型。イメージカラーは黒。
両方が揃うと幸せが訪れるという秘宝「天使の涙」を狙い、聖チェリーヌ学院が持つペンダントの強奪を配下であるツインファントムに命じる。表向きは美術品関連の投機事業を展開する企業のトップとして活動しているが、裏では希少な宝を不法に回収するために悪事を働いている。一企業の首領だけに、几帳面な性格で、過程よりも結果を重視するリアリストでもある。ただしかなりお茶目（ある意味遥と争うぐらい天然な所がある）な一面を見せることもある。戦闘には重火器を用いる。
天ノ遣の一族とは対を成す闇の一族の出身であり、50年前には先代の天ノ遣（美佐枝と咲枝）とも天使の涙を巡って戦っていた。
「3」ではダークトレーダーとして復活しツインファントムと戦う。
サロメ
声 - 新谷良子
ブラックオークションの傭兵。14歳で5月4日生まれ（おうし座）、身長148cm、体重37kg、スリーサイズB74/W56/H76、血液型O型。後述のアレキサンダーともども初出は漫画版だが、「2」には登場していなかった。
普段よりゴスロリファッションを身につけている。語尾に｢～っしょ!｣と付けるのが口癖。ブラックトレーダーに雇われていたが度重なる失敗によりアニメ第3話で用済みとされ、穴に落とされた。以降は行方不明だったが、第10話で仕返しの為、ツインエンジェルの危機にアレキサンダーと共に助けに来た。
巨大なガードロボを操って戦う他、銃火器による攻撃も行う。
ゲーム付属のドラマCDにも登場。ブラックトレーダーの遺産を回収する依頼を受け、アレキサンダーと共にツインエンジェルと戦う。
「3」ではダークロマイアの傭兵「ダークブレイカー」としてアレキサンダーと共にツインエンジェルの前に立ちふさがる。
アレキサンダー
声 - 小野坂昌也
サロメの部下。16歳で4月1日生まれ。身長183cm、体重56kg。サロメの事を愛しているが、サロメからは意識されていない。サロメと共に用済みとされて以降は行方不明だったが、アニメ第10話でツインエンジェルの危機にサロメと共に助けに来た。
「3」では手榴弾を用いて攻撃してくる。ゲーム付属のドラマCDにも登場し生身での戦闘スタイルを披露した。
四次元男爵（よじげんだんしゃく）
声 - 小川真司
OVA版のオリジナルキャラクター。左目の片眼鏡が大きな特徴。ブラックオークションの依頼で天使像を奪いにやってきた奇術師だが、真の目的はツインエンジェルから全てを奪う事だった。上巻で予告状を出し、天使像の前でツインエンジェルと対面。自らを「ハリー・フーディーニ」のような天才奇術師と騙る一方で2人を「魔法ごっこ」と呼び、レッドエンジェルの「エンジェルインパクト」を指一本で止める、ブルーエンジェルの「エンジェルアロー」を跳ね返すなど圧倒的な実力で2人を圧倒し、戦闘不能の窮地に追い詰めた。しかし下巻で復活したツインエンジェルの連携に押されていき、敗北した。
漫画版ではよく似た名前の二次元男爵の存在が示唆されている。
ゼルシファー
声 - 若本規夫
ダークロマイアの首領で1000年の時を生きていると言われる悪魔。身長178cm。体重68kg。イメージカラーは闇。
必殺技は「魔王混沌波」。

#### 聖ベルナルディ学院関係者
朱斎 こよみ
声 - 峰岸由香里
ベルナルディ学院の報道部員。チェリーヌ学院の新聞やよいのようなポジションを担う。15歳で11月5日生まれ。身長161cm、体重47kg。スリーサイズB83/W55/H85。血液型はB型。
ラビィ
声 - 浅野真澄
ベルナルディ学院の手芸部員。チェリーヌ学院の戸持娘のようなポジションを担う。15歳で3月3日生まれ。身長146cm、体重35kg。スリーサイズB70/W54/H78。血液型はAB型。

#### ゲーム『幻の少女』の登場人物
謎の少女
声 - 桑谷夏子
ヴィジィ博士
声 - 平川大輔

#### ゲーム『時とセカイの迷宮』の登場人物
葉月 つかさ
声 - 川澄綾子
誕生日は8月8日。飛び級で大学院を卒業した天才で、現在は聖チェリーヌ学院の臨時講師の傍ら「聖杯のカケラ」の研究をしている科学者。「天ノ遣」である「ホワイトエンジェル」として活動し、2丁拳銃を武器としている。
マッティーア・アプリーレ
声 - 沢城みゆき
愛称はティア。誕生日は4月24日。イタリアの名門アプリーレ家の分家出身の少女。留学生として聖チェリーヌ学院に在籍し、つかさの家に居候している。
「プラチナエンジェル」に変身し、つかさと共にツインエンジェルとして葵達がツインエンジェルになるまでの代役をしている。
オスカー・ヴァイオレット
声 - 神谷浩史
テスラ・ナイン姉妹の父親で工学博士。妻の名はシャリー。「聖杯のカケラ」の研究の第一人者で、知識や技術はブラックトレーダーを凌いでいた。11年前に「聖杯のカケラ」の研究を進め、その内容が明らかになる前に火災事故に巻き込まれ死去。
アニメでも過去の写真として出ている。名前は西洋風だが、日本在住。
ブラックディーラー
声 - 不明
ブラックトレーダーの後を継いでブラックファンドの残党を率いる最高幹部。
ネルソン
声 - 茶風林
ヴァイオレット家に飼われている老描。人間の言葉を介することができる。

#### ゲーム『そして神話の乙女たち』の登場人物
水無月 かすみ（みなづき かすみ）
声 - 井上喜久子
遥の母。ツインエンジェルの先代となる天ノ遣として活躍。
ある事故により、遥を残したまま行方不明となった。
神無月 ちひろ（かんなづき ちひろ）
声 - 本間ゆかり
葵の母。ツインエンジェルの先代となる天ノ遣として活躍。
如月すみれの薙刀の先生でもあり、『BREAK』時点ではイタリア、BREAK後日談小説ではフィンランドにいる。
ユーチャリス・ミストルテイン / ユーノ
声 - 清水愛
謎の留学生。誕生日は6月21日。並行世界のツインエンジェル的存在『アンジェラ・デュオ』のアンジェラ・ブランであり、現在はエリス（別世界での名前はフレア）と共に世界を見守る女神さま。

### 『ツインエンジェルBREAK』の登場人物

#### 主要キャラクター（BREAK）
天月 めぐる（あまつき めぐる）
声 - M・A・O
14歳で4月11日生まれ（おひつじ座）、聖チェリーヌ学院中等部所属。身長152cm、体重45kg、スリーサイズB80/W55/H79、血液型B型。イメージカラーはローズピンク。一人称は「あたし」。
『BREAK』の主人公。離島のチイチ島（ちいちじま。カタカナ表記が正式）から姉妹校である聖チェリーヌ学院の中等部3年楓組に転入してきた「正義の味方」に憧れる少女。以前ツインエンジェルに出会ったことがあり、それから憧れている。天真爛漫な性格で、ポジティブ。
みるくから変身アイテムを貰い「エンジェルローズ」に変身する。武器はロッド『ローズクラッシャー』で、鎖付きの先端部が飛び出しフレイルのような武器になる。
体力はあるが能力を使いこなす技術に欠け、無駄な動きが多いのが弱点。
天月家は、神無月家と水無月家と共に代々天ノ遣（アマノツカイ）と呼ばれ神々の力で邪気を払っていたが、天月一族は闇の力を宿すようになってから天の使いの継承者から外れ、本来はめぐるはツインエンジェルに選ばれることがなかったのだが、先代ツインエンジェルが拉致され、他にツインエンジェルになれるものがすみれしかいなかったため、急遽めぐるを東京に呼び寄せた。
後日談小説ではメアリとの戦いで体内のチャクラが傷ついていることが発覚し、天ノ遣の修行場へ向かう。
- 「ラブリークリスタル!」「暁に差す眩い朝日、エンジェルローズ!」
- 「正義の鉄槌、喰らわせちゃうぞ!」（1人名乗り）

如月 すみれ（きさらぎ すみれ）
声 - 茅野愛衣
14歳で2月19日生まれ（うお座）、聖チェリーヌ学院中等部所属。身長154cm、体重47kg、スリーサイズB83/W54/H81、血液型AB型。イメージカラーは群青色。一人称は「私」。
『BREAK』のもう一人の主人公。めぐるとは同級生でパートナー。厳格な家庭で育ったせいか、常にクール。かなりの大食いで弁当は3段重箱（第3話では6段）。人付き合いは苦手。兄は「如月 唯人」であり重度のブラコン。
めぐるよりも前に「エンジェルサファイア」として戦っていた。薙刀状の武器『サファイア・ブルーム』を武器に使う。
技術はあるが体力がなくスタミナがすぐに切れてしまうのが弱点。プールを含む体育の授業も見学が多いが体を動かすのは大好きである。薙刀は神無月ちひろから習い『先生』と呼び慕っている。
後日談小説では、実家暮らしから学院寮へ入寮する。
- 「ジュエリー☆えんじぇる!」「黄昏に煌めく一番星、エンジェルサファイア！」
- 「夕陽と共に沈みなさいっ!」（1人名乗り）
- 「輝く未来を切り開く、ツインエンジェルBREAK!」（二人一緒）

みるくちゃん
声 - 釘宮理恵
8月3日生まれ（しし座）、身長15cm、体重約300ｇ、イメージカラーは白色。
ハリネズミのような生物。めぐるとすみれをツインエンジェルにする。怒るときは「イガイガする」と叫ぶ。
その正体はツインエンジェルの一人であった「葉月 クルミ」。敵勢力に捕まった遥と葵を助けるためにその場から逃走している最中、敵勢力の兵に見つかりそうになり、自ら薬品を飲んでハリネズミの姿になって逃げきった。
アジトの奥のカプセルの中に閉じ込められていた先代ツインエンジェルの封印が破れた時に一時的に人間に戻れたが、またハリネズミに戻ってしまった。後日談小説ではクルミの姿に戻り、ベルナルディ学院初等部・生徒会副会長に復学している。めぐるからは変わらずみるくちゃんと呼ばれている。

#### 敵キャラクター（BREAK）
メアリ
声 - 伊藤静
聖チェリーヌ学院中等部　保健医。身長162cm、体重52kg、スリーサイズB89/W57/H90、血液型B型。イメージカラーは赤×黒。
女王アリの気質の幹部。保健室の先生「荻野目亜里（おぎのめ あり）」として赴任する。エンジェルローズとエンジェルサファイアを何度も退ける実力を持っており、さらに第二形態になることでミスティナイトをも倒してしまう。
ゼルシファーの配下であり復活させるためにメダルを集めていた。ツインエンジェル達に復活を阻止されると最終兵器インフィニティラバーを暴走させたが、ツインエンジェルBREAKに破れ自爆装置でめぐる達を道連れにしようとするが、ミスティーナイトによってコアをセットしているヴェイルとヌイによってめぐる達を助けられた事で、完全に爆破され素体であるアリの姿に戻った。
スロット版BREAKでは、ブラックカーテンによって復活を果たして再登場する。
ヴェイル
声 - 諏訪彩花
9月28日生まれ（てんびん座）聖チェリーヌ学院中等部所属。身長150cm、体重不明、スリーサイズB78/W53/H75、イメージカラーは藤色。
表の顔は双子のアイドル「トゥニエイツ」の一人。アイドルとしての得意技は歌いながらのマグロ解体ショー。
両腕がロケットパンチになり、目からビーム、指からワイヤーを出す。
沖縄でめぐると知り合い、学園に潜入のために転入したがめぐると友達になり彼女との絆を深めていった。自分がロボットでツインエンジェルの敵であったことを知られるが、それでも友達だといってくれるめぐるのために組織を辞めることを決意するが、メアリによって用済みと判断され、めぐるの目の前でヌイと共に自爆させられてしまう。残されたコアはヌイと共にインフィニティラバーに取り付けられており、めぐるとすみれを助けるために船と共に爆破する。
スロット版BREAKではブラックカーテンにコアを拾われ、洗脳されてしまう。
ヌイ
声 - 藤井ゆきよ
9月28日生まれ（てんびん座）、聖チェリーヌ学院中等部所属。身長150cm、体重不明、イメージカラーは青紫色。
表の顔は双子のアイドル「トゥニエイツ」の一人。
両腕がマシンガンや剣になる。
元はヴェイルと共にあるおばあさんの人形であり、メアリによってロボットに改造された。おばあさんの願いもあり人間になるためにメダルを集めていた。学園に転入しヴェイルがめぐると親しくなっていったため一時は遠ざけようとしたが、それでもめぐるを選んだヴェイルに折れ、組織を抜けアイドルを辞めることを決意するが、用済みと判断したメアリによって2人共々自爆させられてしまう。残されたコアはヴェイルと共にインフィニティラバーに取り付けられており、めぐるとすみれを助けるために船と共に爆破する。
スロット版BREAKではブラックカーテンにコアを拾われ、洗脳されてしまう。
ジョン・ガラブシ
声 - 子安武人
6月13日生まれ（ふたご座）、趣味は三味線。身長183cm、体重70kg、イメージカラーは黒色。
ツインエンジェルが最初に戦った相手。自称、さすらいの三味線師。三味線を武器に使う。四天王の中では最強だったらしい。Break第1話にて、エンジェルサファイアによって敗北し、死亡した（遺影描写がある）。その後、第11話にて黒いメダルによって復活を果たし、彼の力でロボのような姿になったが先代ツインエンジェル達やミスティーナイトに敗北され、再度倒された。
ビリー田中
声 - 吉野裕行
18歳で3月7日生まれ（うお座）、聖チェリーヌ学院中等部所属？。身長175cm、体重61kg、血液型A型。イメージカラーはベージュ色。
表の顔は「田中 勝利」（たなか しょうり）の名前で、自称理系の天才の大学生。母親（声 - 八百屋杏）がいる。彼女ができないのを勘違いし、ツインエンジェルの正体を暴くため（を口実に）聖チェリーヌ学院に転入してくる。如月すみれに恋心を抱き、川流美優希と宇狩ころ美をツインエンジェルだと勘違いして果し状を書くも、めぐるの勘違いからラブレターに書き換えられ、優希に告白した形になる。しかし、その直後に役立たずとして組織を追放され、表向きは転校という形で学院からもいなくなる。その後チイチ島に流れ着き、ツインエンジェルに協力するがジョン・ガラブシによって敗北し、逃げられた。
ナスティーナイト
声 - 檜山修之
巷で「黒薔薇男」と呼ばれている謎の仮面の男。その正体は如月すみれの兄、怪盗ミスティナイトこと如月唯人。実は、メアリに捕まり洗脳されたかのようにみえたが洗脳はされてなかった。第8話にて「ミスティナイト」に戻り、天月めぐるの秘密を知り誰かに渡そうとするもメアリの策略により行方不明になるが決戦に駆けつける。
ブラックカーテン（スロット版BREAK）
声 - 森川智之
年齢は40歳前後で身長190cm、体重90kg、イメージカラーは黒色。
ダークロマイアの残党で、メアリと同じくゼルシファーを復活させようとしている。
BREAK終藍では、ヴェイルとヌイのコアを拾って洗脳させる。

#### 聖チェリーヌ学院関係者
川流美 優希（かわるみ ゆうき）
声 - 高橋未奈美
14歳で8月22日生まれ（しし座）、聖チェリーヌ学院中等部所属。身長168cm、体重56kg、スリーサイズB81/W60/H84、血液型A型。イメージカラーはオレンジ。
めぐるとすみれのクラスメイト。女子力が高いが男の娘。芸能界デビューを狙っているところがあり、有名人のイベントに参加しようとしたさいにはスカウトの存在も意識していた。田中に告白され相思相愛になるも、田中は転校してしまう。「トゥニエイツ」の大ファン。
伊院 千代里（いいん ちより）
声 - 西明日香
14歳で12月1日生まれ（いて座）、聖チェリーヌ学院中等部所属。身長157cm、体重58kg、スリーサイズB87/W60/H89、血液型AB型。イメージカラーは緑色。
めぐるとすみれのクラスメイト。しっかり者で頭脳明晰なクラス委員長。毎年クラス委員長をやっている。
寿 麗（ことぶき うらら）
声 - 久保ユリカ
14歳で9月9日生まれ（おとめ座）、聖チェリーヌ学院中等部所属。身長143cm、体重42kg、スリーサイズB76/W52/H77、血液型B型。イメージカラーは紫色。
めぐるとすみれのクラスメイト。占いが得意で、道具としてダウジングロッドやタロット等を持っている。姉（声 - 本渡楓）は占い師、兄は霊媒師。
宇狩 ころ美（うかり ころみ）
声 - 田中あいみ
14歳で3月17日生まれ（うお座）、聖チェリーヌ学院中等部所属。身長135cm、体重39kg、スリーサイズB70/W51/H74、血液型O型。イメージカラーはピンク。
めぐるとすみれのクラスメイト。羊のキグルミのような被り物を被っており、中からアメを出す。語尾は「だぱー」。よく転んでいる。スクール水着の時はタコの被り物を被っている。
田原先生
声 - 柳田淳一
担任の先生。メアリに好意を寄せているが全く報われていない。
小林先生
声 - 小松奈生子
国語の先生。
神無月美佐枝（かんなづき みさえ）
声 - 一城みゆ希
聖チェリーヌ学院高等部学院長。かつてツインエンジェルであった。

#### その他の登場人物
神無月咲枝（かんなづき さきえ）
声 - さとうあい
神無月家の本家当主で、美佐枝の姉。かつてツインエンジェルであった。
如月 静
声 - 大原さやか
如月家当主ですみれの母親。
まち&リンダ
声 - 原田彩楓／木村珠莉
めぐるの友達。チイチ島に住んでいる。
初回の序盤で登場。放送当時のクレジットは「友達A&B」であったが、公式Twitter（リンクは該当ページ）にて名前がある事が判明した。
ルンルン
声 - 田中あいみ
2月6日生まれ（みずがめ座）、趣味はボール遊び。体重3.5kg、イメージカラーは赤色。
めぐるが拾ってきたミニチュアダックス（♂）。すみれの家で飼われている。走るのが早く、異常なジャンプ力を持っている。
リンリン
声 - 諏訪彩花
11月23日生まれ（いて座）、趣味は抱っこしてもらう。体重2.3kg、イメージカラーはピンク。
みるくが札幌で出会った、元々は大企業の会長に飼われていたお姫様わんこ。お嬢様風の衣装を着ており、ルンルンと一緒にすみれの家で飼われる。
S丸くん（えすまるくん）
声 - 新谷良子
S型のきぐるみで通行人にグイグイ迫って風船やティッシュを配っている。
ロリロリBIG中に正体がわかる模様。
みどりちゃん（9話登場）
声 - 黒沢ともよ
3月31日生まれで身長153cm、体重50kg、スリーサイズ88/63/87、血液型O型。出身地は愛知県三河地方、好きな数字は6、好きな食べ物は焼肉。
マイスロの公式マスコットキャラクター。後輩のひまわりちゃん・ペット（?）のハム吉と共にマイスロに関する広報活動を行っている。

## 用語
天ノ遣（あまのつかい）
聖杯の欠片と共鳴し特殊な力を発揮出来る聖なる一族。使命は聖杯の保護と、力を持たぬ者が大切なものを奪われた時、それを獲り返すこと。神無月家は天ノ遣の本家であり、平安時代より正義の義賊として代々その力が受け継がれてきた。基本的に神無月家の嫡子である女性とその妹（必ずしも実妹とは限らない）がその役割を担う。
聖杯
作中に於ける最重要アイテム。手にした者は世界を制する力を手に入れるという存在であり、古くから聖杯を巡って数多くの争い（聖杯事件、もしくは聖杯戦争）が行われてきたとされている。現在は聖遺物と呼ばれる無数の欠片となって世界中に散らばっており、「天使の涙」や「ポケてん」も聖杯の欠片の一つとされている。
天使像
パチスロ第一作に於けるツインエンジェルにとっての護衛対象。聖杯の欠片のひとつでチェリーヌ学院のシンボルとして祀られている。
ただし聖杯の欠片としての力は遥と葵がツインエンジェルとしての活動を開始する以前に学院長によって抜き取られ、携帯端末のROMに移植されている。
ポケてん
天使像から抜き取られた聖杯の欠片の力が移植されたROMを内蔵する携帯端末。50年前の聖杯事件の終結後、新たなる敵の襲来に備えて美佐枝と咲枝の依頼に基きつかさによって開発された。現在では遥と葵がツインエンジェルに変身する為のアイテムとなっている他、ツインエンジェルの潜入先のマップをナビゲートするなどの便利機能も備えている。またメールや電話の利用も可能。
ポケにゃん
声 - 井ノ上奈々
火災で焼失したヴァイオレット邸から発見されたポケてんに似た機械。ブラックトレーダーが盗み出した聖杯の欠片のデータを元に、オスカーによって制作された。元来の機能は動物との会話が可能になる「ポケットにゃんこ」。ネルソンとナポレオンが人語を話すようになったことと、テスラとナインがツインファントムに変身するようになったことは、このポケにゃんを通じて幼少時のテスラとナインがネルソンとの会話を繰り返している内に聖杯の欠片の影響を受けたのが原因。
ツインエンジェル3にも登場。
天使の涙
聖杯の欠片の中でも特に強い力を持つアイテムであり、二対の首飾りの形を取っている。パチスロ第二作、漫画版、アニメ版はこのアイテムの奪い合いがストーリーの主な軸となっている。
聖チェリーヌ学院
パチスロ第一作、第二作、漫画版、アニメ版などの主な舞台となるミッション系の私立高校（中学校もある）。遥と葵を始めとした多くの主要登場人物が通学している。制服にはチェリーをモチーフにした装飾品が採用されている。
聖ベルナルディ学院
パチスロ第三作の主な舞台。イタリアに存在するチェリーヌ学院の姉妹校。クルミらが在籍している。制服にはベルをモチーフにした装飾品が採用されている。
ブラックオークション
パチスロ第一作に於ける敵組織。ブラックファンドの下位組織であり、チェリーヌ学院の天使像を狙っている。
ブラックファンド
パチスロ第二作に於ける敵組織。ローマ法王庁の下位組織であり表向きは高級美術品などを対象として投機ファンド。
ローマ法王庁
聖杯の欠片を狙い天ノ遣と敵対する組織。ブラックオークション等の作中に登場する敵組織の上位組織。

## 漫画

### 快盗天使ツインエンジェル
『月刊コンプエース』（角川書店）2007年10月号から2009年9月号まで連載。瀬菜モナコ作画。序盤は後述のOVAを元にした「天使像奪還編」、その後は『ツインエンジェル2』を元にした「ブラックファンド編」が描かれている。
1. 2009年2月26日初版発行 ISBN 978-4-04-715192-5
2. 2009年2月26日初版発行 ISBN 978-4-04-715193-2
3. 2009年11月26日初版発行 ISBN 978-4-04-715337-0

### 快盗天使ツインエンジェル〜キュンキュン☆ときめきパラダイス!!上乗せっ♪〜
『月刊コンプエース』（角川書店）2011年6月号から2012年1月号まで連載。小蟻作画。
1. 2011年11月26日初版発行 ISBN 978-4-04-120017-9

### 快盗天使ツインエンジェルさん！
『月刊コンプエース』（KADOKAWA）2016年2月号から2017年4月号まで隔月連載。森みさき作画。「3」後のエピソードが描かれる。
- 2017年3月25日発売 ISBN 978-4-04-811144-7

### ツインエンジェルBREAK
『コミックNewtype』（KADOKAWA）2017年4月7日配信から同年6月24日まで毎週連載。河南あすか作画。
- 2017年7月7日発売 ISBN 978-4-04-105798-8

### アンソロジーコミック
- 快盗天使ツインエンジェル2 アンソロジーコミック（カプコン、2009年11月2日発売 ISBN 978-4-86233-241-7）
- 快盗天使ツインエンジェル2 アンソロジーコミック2（カプコン、2009年3月25日発売 ISBN 978-4-86233-256-1）
- 快盗天使ツインエンジェル コミックアラカルト エンジェルSide（角川グループパブリッシング、2011年6月25日発売 ISBN 978-4-04-715732-3）
- 快盗天使ツインエンジェル コミックアラカルト  ファントムSide（角川グループパブリッシング、2011年6月25日発売 ISBN 978-4-04-715731-6）

## その他書籍
ノベライズ
- 快盗天使ツインエンジェル 短編集 学院編（井草薫/田沢大典・著、ハーヴェスト出版みのり文庫、2009年11月11日発売 ISBN 978-4-434-13792-1）- 1と2を元にしたノベライズの短編集。
- 快盗天使ツインエンジェル 短編集 快盗編（井草薫/田沢大典・著、ハーヴェスト出版みのり文庫、2010年2月15日発売 ISBN 978-4-434-14136-2） - 1と2を元にしたノベライズの短編集。

ビジュアルブック
- 快盗天使ツインエンジェル2 COMPLETE WORKS（白夜書房、2009年6月4日発売、ISBN 978-4-861-91542-0）
- 快盗天使ツインエンジェル〜キュンキュン☆ときめきパラダイス!!〜 アニメーションワークス（角川グループパブリッシング、2011年10月7日発売、ISBN  978-4-041-10027-1）
- 快盗天使ツインエンジェル〜時とセカイの迷宮〜 メモリアルファンブック（ホビージャパン、2011年11月17日、ISBN 978-4-798-60319-3）
- 快盗天使ツインエンジェル3 コンプリートエディション（角川グループパブリッシング、2012年6月25日、ISBN 978-4-041-10250-3） - 当初は2012年3月に白夜書房から発売予定だったが、白夜書房の不祥事を起因として発売中止となっていた。
- ツインエンジェルBreak COMPLETE WORKS（ガイドワークス、2017年7月27日発売、ISBN 978-4-86535-597-0）

## アニメ

### OVA
- 2008年9月18日に上巻（8月8日に777ダイレクトで先行発売）、10月2日に下巻が発売された。

#### スタッフ（OVA）
- 原作 - サミー株式会社
- 監督・絵コンテ - 長井龍雪
- シリーズ構成・脚本 - 倉田英之
- 演出 - 池端隆史（上巻）、菜香ゆき（下巻）
- キャラクターデザイン・総作画監督 - 古賀誠
- 作画監督 - 北野幸広（上巻）、田村正文（下巻）
- 美術監督 - 廣瀬義憲
- 色彩設計 - 梅崎ひろこ
- 撮影監督 - 森本由美子
- 編集 - 武宮むつみ
- 音響監督 - 明田川仁
- 音楽制作 - 大石憲一郎
- 主題歌制作 - あべにゅうぷろじぇくと
- プロデューサー - 永谷敬之、里見哲朗、小野達矢
- アニメーション制作 - ノーマッド
- 製作 - 快盗天使製作委員会

#### 主題歌（OVA）
オープニングテーマ「エンジェルらいくに☆LOVEりたいっ!!」
作詞 - しらたまぷりん / 作曲・編曲 - どれちゅ / 歌 - ave;new feat. あべにゅうぷろじぇくと（佐倉紗織&井上みゆ）、演奏・パーティボイス&ボコーダーボイス：どれちゅ
エンディングテーマ「Twinkle☆Twinkle」
作詞・作編曲 - ひでみゅー / 歌 - 水無月遥（田村ゆかり）&神無月葵（能登麻美子）

### テレビアニメ第1作
『快盗天使ツインエンジェル〜キュンキュン☆ときめきパラダイス!!〜』（かいとうてんしツインエンジェル キュンキュンときめきパラダイス）のタイトルで、2011年7月から9月まで放送された。全12話。
なお2015年1月30日に、テレビアニメをベースとしたOVAが発売されている。時系列としてはTVシリーズとパチスロ「3」の中間にあたり、宮崎県のフェニックス・シーガイア・リゾート（サミーグループの「フェニックスリゾート」が経営）が舞台となっている。

#### スタッフ（テレビアニメ第1作）
- 原作 - Sammy
- 監督 - 岩崎良明
- シリーズ構成 - 伊藤美智子
- キャラクターデザイン・総作画監督 - 大木良一
- 美術監督 - 米田隆裕（TV）、丹伊田輝彦（OVA）
- 色彩設定 - 舩橋美香
- 撮影監督 - 林寛（TV）、福世晋吾（OVA）
- 編集 - 後藤正浩
- 音楽 - 光宗信吉
- 音響監督 - 明田川仁
- 音楽制作 - ウェーブマスター
- プロデューサー - 田村淳一郎、五味健次郎（TV）、懐芽ハル、阪口英昭（TV）、松倉友二
- アニメーションプロデューサー - 大橋正夫
- アニメーション制作 - J.C.STAFF
- 製作 - 聖チェリーヌ学院PTA（角川書店、SEGA SAMMY Holdings）

#### 主題歌（テレビアニメ第1作）
オープニングテーマ「オンナのコって♪マジ☆超えんじぇる!!」
作詞 - しらたまぷりん / 作曲・編曲 - どれちゅ / 歌 - あべにゅうぷろじぇくと feat.佐倉紗織&白沢理恵
エンディングテーマ
「Shining☆Star」（TV）
作詞 - ヤスカワショウゴ / 作曲・編曲 - 山口朗彦 / 歌 - 水無月遥（田村ゆかり）&神無月葵（能登麻美子）&葉月クルミ（釘宮理恵）
「イコール=ドリーム」（OVA）
作詞・作曲 - 桃井はるこ / 編曲 - Haraddy&K.Suzuki / 歌 - リリカ・アスタディール（金田朋子）&葉月クルミ（釘宮理恵）

挿入歌
「イイなぁ☆FEVERたいむ!!」（第6話）
歌 - あべにゅうぷろじぇくと feat.佐倉紗織×どれちゅ produced by ave;new
「ラブリー☆えんじぇる!!」（第12話）
作詞 - しらたまぷりん / 作曲・編曲 - どれちゅ / 歌 - ave;new feat.あべにゅうぷろじぇくと

#### 各話リスト（テレビアニメ第1作）
| 話数     | サブタイトル                                   | 脚本             | 絵コンテ   | 演出     | 作画監督                            | エンドカード イラスト       |
| -------- | ---------------------------------------------- | ---------------- | ---------- | -------- | ----------------------------------- | --------------------------- |
| 第1話    | 問答無用！ツインエンジェル登場                 | 伊藤美智子       | 岩崎良明   | 岩崎良明 | 大木良一 小川浩司（原画）           | KEI                         |
| 第2話    | 盗難注意！うばわれたポケてん                   | 白根秀樹         | 高田耕一   | 嵯峨敏   | 大庭小枝 前田学史                   | MA@YA                       |
| 第3話    | 意気揚々！葉月クルミ見参                       | 伊藤美智子       | 鈴木洋平   | 鈴木洋平 | 木本茂樹                            | ぽよよん♥ろっく             |
| 第4話    | 激撮激写！標的（ターゲット）はツインエンジェル | ヤスカワショウゴ | 島津裕行   | 安倍博   | 小関雅                              | 美水かがみ                  |
| 第5話    | 熱愛警報！西条先生のアルバイト                 | 白根秀樹         | 山崎たかし | 村上貴之 | 神本兼利 小野和寛                   | 介錯                        |
| 第6話    | 情熱熱風！エンジェルハリケーン                 | 伊藤美智子       | 橋本敏一   | 橋本敏一 | 冨永詠二 山元浩 中島美子            | 羽音たらく                  |
| 第7話    | 正体不明！娘のUMAは良いUMA!?                   | 白根秀樹         | 島津裕行   | 下司泰弘 | 小澤円 谷口繁則                     | 駒都えーじ                  |
| 第8話    | 夷険一節！双子の姉妹                           | 伊藤美智子       | 島津裕行   | 石田暢   | 木本茂樹                            | 藤真拓哉                    |
| 第9話    | 強敵出現！ツインファントムは誰？               | ヤスカワショウゴ | 二瓶勇一   | 嵯峨敏   | 大庭小枝 前田学史                   | 俺と海                      |
| 第10話   | 一気呵成！闇に燃えるバラ一輪                   | 白根秀樹         | 佐藤雅子   | 橋本敏一 | 小川浩司 中島美子 さのえり 後藤孝宏 | 絶叫                        |
| 第11話   | 絶体絶命！それぞれの想い                       | 伊藤美智子       | 山崎たかし | 山田一夫 | 小関雅                              | 造型工房SIGMA Photo by たび |
| 第12話   | 最終決戦！みんなの笑顔を取り戻す！             | 伊藤美智子       | 鈴木洋平   | 鈴木洋平 | 木本茂樹 山崎正和                   |                             |
| OVA第1話 | 宮崎平野！海と大地とイタリアの祭典・前編       | 伊藤美智子       | 岩崎良明   | 岩崎良明 | 大木良一                            |                             |
| OVA第2話 | 宮崎平野！海と大地とイタリアの祭典・後編       | 伊藤美智子       | 岩崎良明   | 岩崎良明 | 芝田千紗 峯岸桃子 木下ゆうき        |                             |

#### 放送局（テレビアニメ第1作）
| 放送期間               | 放送時間           | 放送局             | 放送地域 | 放送系列       | 備考         |
| ---------------------- | ------------------ | ------------------ | -------- | -------------- | ------------ |
| 2011年7月4日 - 9月19日 | 月曜 25:45 - 26:15 | tvk                | 神奈川県 | 独立UHF局      |              |
| 2011年7月4日 - 9月19日 | 月曜 26:05 - 26:35 | サンテレビ         | 兵庫県   | 独立UHF局      |              |
| 2011年7月4日 - 9月19日 | 月曜 26:10 - 26:40 | 仙台放送           | 宮城県   | フジテレビ系列 |              |
| 2011年7月4日 - 9月19日 | 月曜 26:23 - 26:53 | TVQ九州放送        | 福岡県   | テレビ東京系列 |              |
| 2011年7月5日 - 9月20日 | 火曜 25:05 - 25:35 | テレ玉             | 埼玉県   | 独立UHF局      |              |
| 2011年7月5日 - 9月20日 | 火曜 25:34 - 26:04 | 広島テレビ         | 広島県   | 日本テレビ系列 |              |
| 2011年7月5日 - 9月20日 | 火曜 26:00 - 26:30 | テレビ北海道       | 北海道   | テレビ東京系列 |              |
| 2011年7月5日 - 9月20日 | 火曜 26:30 - 27:00 | テレビ愛知         | 愛知県   | テレビ東京系列 |              |
| 2011年7月6日 - 9月21日 | 水曜 26:30 - 27:00 | TOKYO MX           | 東京都   | 独立UHF局      |              |
| 2011年7月8日 - 9月23日 | 金曜 24:00 - 24:30 | BS11               | 日本全域 | BS放送         | 『ANIME+』枠 |
| 2011年7月8日 - 9月23日 | 金曜 25:00 更新    | ニコニコチャンネル | 日本全域 | ネット配信     |              |
| 2011年7月8日 - 9月23日 | 金曜 25:30 - 26:00 | チバテレビ         | 千葉県   | 独立UHF局      |              |

### テレビアニメ第2作
2016年7月1日のニコニコ生放送にて新シリーズのTV放映が発表された。『ツインエンジェルBREAK』（ツインエンジェルブレイク）のタイトルで、2017年4月から6月まで放送された。
2017年8月23日に前作および前々作のツインエンジェルも収録したBlu-ray BOXが発売された。
パチスロ版ではアニメ本編の続きが描かれる。

#### スタッフ（BREAK）
- 監督 - 岩崎良明
- 原作 - サミー
- シリーズ構成 - 伊藤美智子
- キャラクターデザイン - 高橋みか
- 美術監督 - 内田勉、春日美波
- 美術設定 - 泉寛
- 色彩設定 - 舩橋美香
- 撮影監督 - 高橋昭裕
- 編集 - 後藤正浩
- 音響監督 - 明田川仁
- 音響制作 - マジックカプセル
- 音楽 - 吟
- 音楽制作 - ウェーブマスター
- プロデューサー - 田村淳一郎、懐芽ハル、松倉友二
- アニメーション制作プロデューサー - 藤代敦士
- アニメーション制作 - J.C.STAFF
- 製作 - ©2017 Sammy/聖チェリーヌ学院PTA

#### 主題歌（BREAK）
オープニングテーマ「ラブって♡ジュエリー♪えんじぇる☆ブレイク!!」
作詞 - しらたまぷりん / 作曲・編曲 - どれちゅ / 歌 - あべにゅうぷろじぇくと feat.天月めぐる（M・A・O）&如月すみれ（茅野愛衣）
エンディングテーマ「ぶれいくるみるくらぶ！」（第2話 - 第8話、第10話 - 第11話）
作詞・作曲 - ZAQ / 歌 - みるくちゃん（釘宮理恵）
第1話はエンディングテーマ無し。
挿入歌
「マグロサバキマース」（第5話、第9話）
作詞 - 伊藤美智子 / 作曲・編曲・作詞協力 - a.k.a.dRESS / 歌 - トゥニエイツ（諏訪彩花&藤井ゆきよ）
第9話では劇中とエンディングで2回使用された。
「LOVEりぃ♡ぱーりぃ☆ぴったりぃ◎エンジェル!!」（第12話）
作詞 - しらたまぷりん / 作曲・編曲 - どれちゅ / 歌 - あべにゅうぷろじぇくと feat.佐倉紗織
エンディングで使用された。

#### 各話リスト（BREAK）
各話サブタイトルの頭文字を順につなげると、「じ」「ゆ」「つ」「し」「ゆ」「う」「ねん」「あ」「り」「が」「と」「う」＝「10周年ありがとう」となる。
| 話数   | サブタイトル                           | 脚本       | 絵コンテ                   | 演出       | 作画監督                                                                        | 総作画監督                   |
| ------ | -------------------------------------- | ---------- | -------------------------- | ---------- | ------------------------------------------------------------------------------- | ---------------------------- |
| 第1話  | 十五歳の船出                           | 伊藤美智子 | 岩崎良明                   | 岩崎良明   | 高橋みか、徳田夢之介                                                            | 高橋みか                     |
| 第2話  | 友情のかけら                           | 伊藤美智子 | 岩崎良明                   | 則座誠     | 村上雄、小野和美 都築裕佳子、徳田夢之介 高橋みか、山川宏治                      | 徳田夢之介                   |
| 第3話  | 月夜とハリネズミ                       | 伊藤美智子 | 山崎たかし 高田耕一        | 佐々木純人 | 飯飼一幸、五十嵐俊介 小島唯可、兼子秀敬 川島明子、中島美子 藤田正幸、藤井裕子   | 高橋みか                     |
| 第4話  | 証明完了！理系の天才                   | 白根秀樹   | 高田耕一                   | 奥野浩行   | 大木良一、小松沙奈 高橋みか、山川宏治                                           | 山川宏治                     |
| 第5話  | ゆいまーる！ 沖縄修学旅行              | 伊藤美智子 | 名村英敏                   | 村田尚樹   | 河西睦月、李明振 金正男、Lee Dong Wook 大木良一                                 | 高橋みか 山川宏治            |
| 第6話  | うわさの怪人・黒薔薇男！               | 白根秀樹   | 西田健一                   | 則座誠     | 徳田夢之介、小野和美 村上雄                                                     | 徳田夢之介                   |
| 第7話  | 念願の学院生活☆ヴェイルの部活訪問      | 伊藤美智子 | 名村英敏                   | サトウ光敏 | 山川宏治、大木良一 大塚舞、谷川亮介                                             | 山川宏治                     |
| 第8話  | 暴かれるひみつ                         | 白根秀樹   | 高田耕一                   | 佐々木純人 | 飯飼一幸、五十嵐俊介 小島唯可、兼子秀敬 川島明子、中島美子 都築裕佳子、高橋みか | 高橋みか                     |
| 第9話  | 理想とリアルとリトマス紙               | 伊藤美智子 | 西田健一                   | 奥野浩行   | 小野和美、村上雄 名村英敏、小松沙奈                                             | 山川宏治                     |
| 第10話 | 瓦解する心                             | 伊藤美智子 | 名取孝浩                   | 村田尚樹   | 河西睦月、袴田裕二 田中小百合、太田雄三 Lee Dong Wook、Hwang In Cheol           | 徳田夢乃介 山川宏治          |
| 第11話 | ともだち                               | 白根秀樹   | 名村英敏                   | 則座誠     | 大木良一、都築裕佳子 高橋みか、柏淳志 杉本里菜                                  | 高橋みか                     |
| 第12話 | 運命のゆくえ！みんなの笑顔が見たいから | 伊藤美智子 | 湖山禎崇 名村英敏 岩崎良明 | 岩崎良明   | 小野和美、村上雄 大木良一、小松沙奈 真村躍（メカ作画監督）                      | 山川宏治 徳田夢乃介 高橋みか |

#### 放送局（BREAK）
| 放送期間                | 放送時間                     | 放送局       | 対象地域 | 備考                  |
| ----------------------- | ---------------------------- | ------------ | -------- | --------------------- |
| 2017年4月7日 - 6月23日  | 金曜 22:00 - 22:30           | TOKYO MX     | 東京都   |                       |
| 2017年4月8日 - 6月24日  | 土曜 0:00 - 0:30（金曜深夜） | サンテレビ   | 兵庫県   |                       |
|                         | 土曜 1:30 - 2:00（金曜深夜） | KBS京都      | 京都府   |                       |
|                         | 土曜 2:30 - 3:00（金曜深夜） | 琉球放送     | 沖縄県   |                       |
|                         | 土曜 3:05 - 3:35（金曜深夜） | テレビ愛知   | 愛知県   |                       |
| 2017年4月9日 - 6月25日  | 日曜 2:30 - 3:00（土曜深夜） | 北海道テレビ | 北海道   |                       |
|                         | 日曜 3:00 - 3:30（土曜深夜） | BS11         | 日本全域 | BS放送 /『ANIME＋』枠 |
| 2017年4月10日 - 6月26日 | 月曜 1:55 - 2:25（日曜深夜） | 東北放送     | 宮城県   |                       |
| 2017年4月11日 - 6月27日 | 火曜 2:30 - 3:00（月曜深夜） | TVQ九州放送  | 福岡県   |                       |

#### Web小説（BREAK）
『ツインエンジェルBREAK〜光と闇の水平線〜』
カクヨムで2017年6月22日より配信のアニメ版の最終回以降の後日談。文責叶希一、挿絵赤身ふみお。

## Webラジオ
聖チェリーヌ学院お昼の校内放送「えんじぇるタイム」
音泉にて2008年1月11日より10月4日まで配信された。隔週金曜更新。パーソナリティは水無月遥（田村ゆかり）と神無月葵（能登麻美子）。
番組は全体を通して作中世界の校内放送の体裁で行われ、キャラクター2人の会話で構成されている。
2008年10月1日にラジオCD ツインエンジェル 聖チェリーヌ学院お昼の校内放送「えんじぇるタイム」vol.1が、2008年12月24日に同vol.2が発売された。

放送天使ツインエンジェルR
音泉にて2011年6月7日から2012年1月31日まで配信された。全17回。前番組『えんじぇるタイム』同様田村ゆかりと能登麻美子がパーソナリティを務めるが、前番組とは異なりキャラクターとしてではなく、声優本人として出演する。
ゲスト
- #06（08月16日） 川澄綾子（葉月つかさ 役）
- #12（11月08日） 金田朋子（リリカ・アスタディール 役）
- #13（11月22日） 新谷良子（サロメ 役） ※能登麻美子の代理

放送紳士ツインマスクR
音泉にて2012年6月12日から2013年1月22日まで配信された。全17回。隔週火曜更新。パーソナリティは檜山修之・小山力也。
ゲスト
- #09（10月02日） 浅川悠（西条節子 役）
- #13（11月27日） 田村ゆかり（水無月遥 役）

らじお ツインエンジェルBREAK
2017年3月30日から10月26日まで音泉にて配信された。第1回から第15回まで毎週木曜更新、第16回から第19回まで隔週木曜更新、第20回から第21回まで月1回木曜更新。全21回。パーソナリティは天月めぐる / エンジェルローズ役のM・A・O。
テレビアニメ『ツインエンジェルBREAK』のラジオ番組。
ゲスト
- #01（3月30日）・#02（4月6日）・#09（5月25日）・#10（6月1日） 茅野愛衣（如月すみれ 役）
- #03（4月13日）・#04（4月20日） 諏訪彩花（ヴェイル 役）
- #05（4月27日）・#06（5月4日）・#18（8月17日） 檜山修之（如月唯人 役）
- #07（5月11日）・#08（5月18日）・* #14（6月29日）・#15（7月6日） 藤井ゆきよ（ヌイ 役）
- #11（6月8日）・#12（6月15日） 高橋未奈美（川流美優希 役）、田中あいみ（宇狩ころ美 役）
- #13（6月22日） 茅野愛衣、諏訪彩花、藤井ゆきよ（公開録音回）
- #16（7月20日）・#17（8月3日） 伊藤静（メアリ 役）
- #19（8月31日）檜山修之、能登麻美子（神無月葵 役）
- #20（9月28日）懐芽ハル（プロデューサー）
- #21（10月26日）茅野愛衣、諏訪彩花

## ドラマCD
- 快盗天使ツインエンジェル ドラマCD Vol.1（ウェーブマスター、2011年9月30日発売）
- 快盗天使ツインエンジェル ドラマCD Vol.2（ウェーブマスター、2011年11月25日発売）
- 快盗天使ツインエンジェル ドラマCD Vol.3（ウェーブマスター、2012年1月27日発売）
- 快盗天使ツインエンジェル ドラマCD Vol.4（ウェーブマスター、2012年9月26日発売）
- 快盗天使ツインエンジェル ドラマCD Vol.5（ウェーブマスター、2013年1月30日発売）

## 音楽CD
- 快盗天使ツインエンジェル OVAオリジナルサウンドトラック（ウェーブマスター、2008年11月19日発売）

OVAのサウンドトラック。OVAの主題歌2曲オープニングテーマ「エンジェルらいくに☆LOVEりたいっ!!」（佐倉紗織&井上みゆ）とエンディングテーマ「Twinkle☆Twinkle」（水無月遥（田村ゆかり）&神無月葵（能登麻美子））、パチスロの主題歌「ラブリー☆えんじぇる!!」も収録。

### オンナのコって♪マジ☆超えんじぇる!!/Shining☆Star
あべにゅうぷろじぇくとの3枚目、及び 水無月遥（田村ゆかり）&神無月葵（能登麻美子）&葉月クルミ（釘宮理恵）のシングル。2011年8月17日にウェーブマスターから発売された。表題曲「オンナのコって♪マジ☆超えんじぇる!!」とカップリングの「Shining☆Star」は、テレビアニメ『快盗天使ツインエンジェル』のオープニングテーマとエンディングテーマとして使用されている。ディスクジャケットには、 水無月遥、神無月葵、葉月クルミがプリントされている。なおサビの後半では半音分転調している。テーマは「成長」。
1. オンナのコって♪マジ☆超えんじぇる!! [3:12]
作曲：しらたまぷりん、作曲・編曲：どれちゅ
歌：あべにゅうぷろじぇくと feat.佐倉紗織&白沢理恵
2.  Shining☆Star [3:52]
作詞：ヤスカワショウゴ、作曲・編曲：山口朗彦
歌：水無月遥（田村ゆかり）、神無月葵（能登麻美子）、葉月クルミ（釘宮理恵）
3. オンナのコって♪マジ☆超えんじぇる!! 〜Instrumental〜
4. Shining☆Star 〜Instrumental〜

### 快盗天使ツインエンジェル キュンキュン☆ときめきパラダイス!! オリジナルサウンドトラック
テレビアニメ本編のサウンドトラック。2011年9月21日にウェーブマスターから発売された。

## ゲーム

### 快盗天使ツインエンジェル〜幻の少女〜
2009年1月1日にリリースされたWindows用ビジュアルノベル。工画堂スタジオによって製作され、パチスロ版・アニメ版に出演した声優陣をそのまま起用しながらも、1.33GBもの大容量データをそのままフリーゲームとして無償配布するという形態を取った。ゲーム攻略後には『ツインエンジェル2』のプロモーションムービーが流れるようになっており、このゲームはパチスロのプロモーションをも担っている（ただし、公開当初は検定通過前だったため、ロゴの「2」の部分などにモザイクがかけられていた。正式発表後には修正版が公開され、モザイクが消されている）。

#### あらすじ（幻の少女）
ある日のこと。美佐枝の元に遊園地「ファンシーランド」からツインエンジェルに助けを求める連絡が届く。入園チケットをもらった遥と葵は、調査と息抜きをかねて、クラスメイトを誘いファンシーランドに向かった。

#### スタッフ（幻の少女）
- 制作 - 工画堂スタジオ くろねこさんちーむ
- ノベルキャラクターデザイン - 魚
- シナリオ - シナリオ工房 月光（重馬敬、田沢大典、井草薫）

#### 主題歌（幻の少女）
オープニングテーマ「エンジェルらいくに☆LOVEりたいっ!!」
作詞 - しらたまぷりん作 / 作曲・編曲 - どれちゅ / 歌 - あべにゅうぷろじぇくと feat.佐倉紗織&白沢理恵 produced by ave;new
挿入歌「ラブリー☆えんじぇる!!」
作詞 - しらたまぷりん作 / 作曲・編曲 - どれちゅ / 歌 - あべにゅうぷろじぇくと feat.佐倉紗織&白沢理恵 produced by ave;new

### 快盗天使ツインエンジェル〜時とセカイの迷宮〜
2011年8月25日にアルケミストより発売されたPSP用アドベンチャーゲーム。通常時は進行するごとにあらわれる選択肢を指定していくスタンダードなシステムだが、戦闘システムはパチスロを元にした要素が取り入れられている。ストーリーには重くシリアスな要素も込められ、泣きゲー的な方向性を志向した内容となっている。
なお2024年冬にSteam用ゲームとしてリメイク予定

#### スタッフ（時とセカイの迷宮）
- 原作 - Sammy
- 脚本・監督 - 叶希一
- キャラクターデザイン・作画監督 - 堀井久美
- 原画制作 - Studio五組

#### 主題歌（時とセカイの迷宮）
オープニングテーマ「LOVEドキっ好きっ♪えんじぇる☆パラダイス!!」
作詞 - しらたまぷりん作 / 作曲・編曲 - どれちゅ / 歌 - あべにゅうぷろじぇくと feat.佐倉紗織&白沢理恵 produced by ave;new

### 快盗天使ツインエンジェル〜そして神話の乙女たち〜
2017年1月19日にiOS/Android向けアプリとしてリリースされた、全14話構成。2016年末に第1話を無料配信。
課金制ではなく、買い切り制となる。「時とセカイの迷宮」のスタッフが再結集して製作され、ツインエンジェル３とツインエンジェルBREAKの間を繋ぐ重要なストーリー展開となった。遥と葵に関してのツインエンジェルの物語は本作をもって真の意味で完結している。

#### スタッフ（そして神話の乙女たち）
- 原作 - Sammy
- 脚本・監督 - 叶希一
- キャラクターデザイン・作画監督 - 堀井久美
- 原画制作 - Studio五組

#### 主題歌（そして神話の乙女たち）
オープニングテーマ「Color of Tears」
作詞・作曲・編曲 - a.k.a.dRESS / 歌 - ave;new feat.佐倉紗織

### カードゲーム
ブシロードのトレーディングカードゲーム『ChaosTCG』に参戦することが決定しており、エクストラブースターとしてリリースされる予定。

### その他
『超ヒロイン戦記』（バンダイナムコゲームス（現：バンダイナムコエンターテインメント）、2014年2月発売）にツインエンジェルとツインファントムが登場している。
レッドエンジェルは通常の接近戦タイプだがブルーエンジェルは数少ない遠距離攻撃ができる。ツインファントムは当初は敵として登場。条件を満たせば仲間にすることも可能。

## イベント

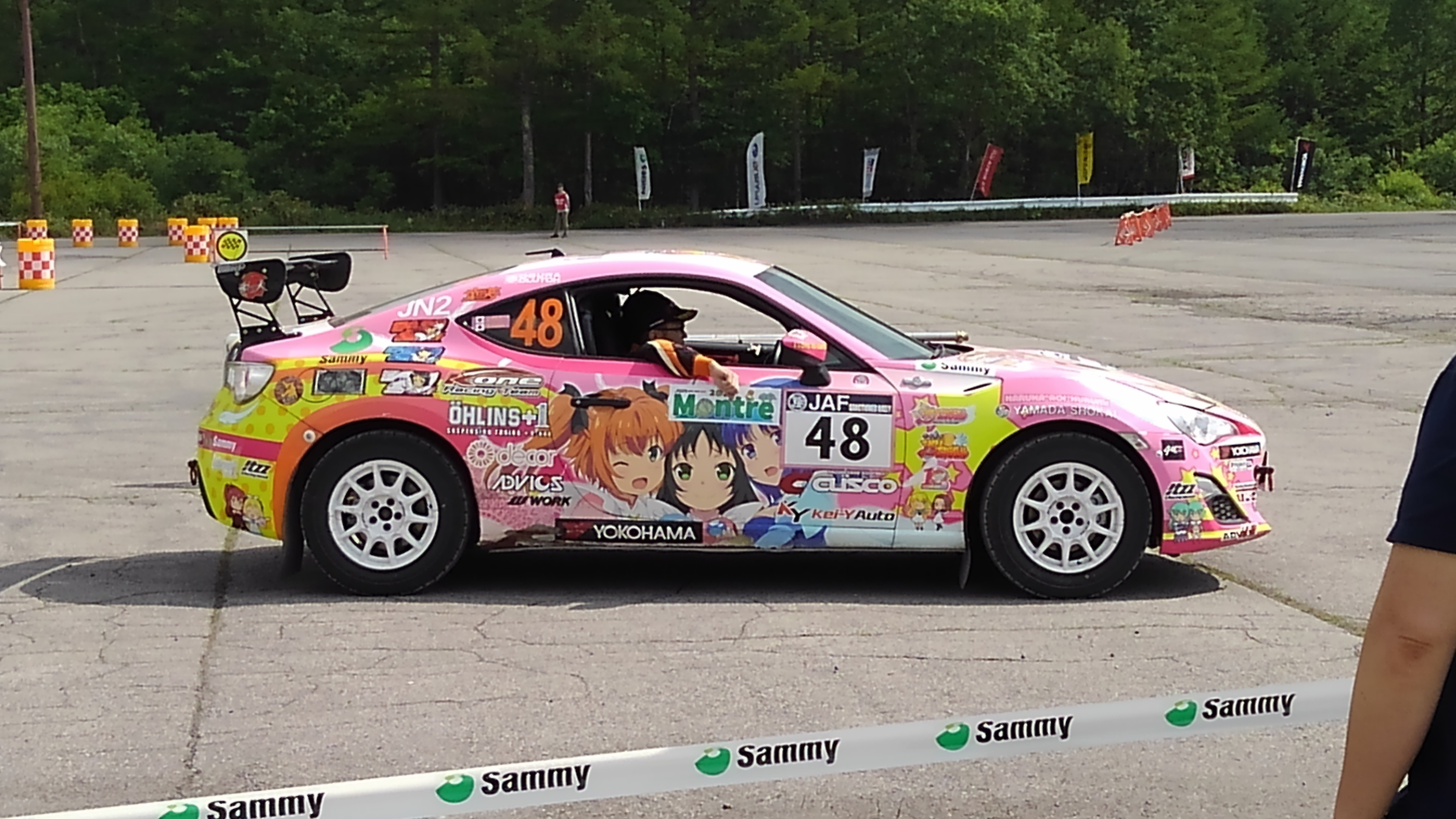
トヨタ・86とコラボ（2018年全日本ラリー選手権）

2008年11月9日にOVA2巻の発売を記念したトークショーが開催された。OVA2巻を購入し、抽選で選ばれた計700人のファンが、会場となった東京秋葉原のUDXホールに集まった。イベント開始直後に、遥と葵の着ぐるみが登場し、ネットラジオ（前述）出張版と題した寸劇を披露した。演じていた二人の声は、この劇の終了後舞台に登場した遥役の田村と葵役の能登が、舞台裏で直に観客に呼び掛ける形式で行われた。精巧に作られた二人の着ぐるみの存在は、事前に全く知らされていなかったため、突然の登場に会場内の観客は唖然としていた。
イベントは昼の部（16:00～）と夕方の部（18:30～）の2回に渡って行われた。入場の際に配られた座席券は、熊本県にある「パチスロつる健軍店」の入場整理券のデザインが使われた。昼の部は遥、夕方の部は葵のイラストが利用されていたが、11、33、55、77、99、111、222、333番のゾロ目の座席券のみ、それぞれ別のデザインが施されていた。
2011年10月16日に日本青年館大ホールにて｢快盗天使ツインエンジェル 5th Anniversary 5周年だよ！勇者集合！激熱☆キュンキュン祭｣が開催された。
プロジェクト10周年を記念し、2016年10月2日に品川ステラボールにて「快盗天使ツインエンジェル 10th Anniversary 天使と勇者の祝賀会」が開催。ここで「ツインエンジェルBREAK」のキャスト・スタッフの発表などが行なわれた。
また全日本ラリー選手権のJN2クラスでは、K-one Racing Teamのトヨタ・86とタイアップしている。ドライバーは同クラス王者経験を持つ明治慎太郎/北田稔組。